# Jesús Luis Cunchillos
Jesús Luis Cunchillos Ilarri (Novallas, 11 de junio de 1936 - 20 de mayo de 2006) fue un profesor, investigador y orientalista español del Consejo Superior de Investigaciones Científicas con empleo en el Instituto de Filología de España. Estudió en diferentes universidades europeas como en la Universidad de La Sapienza en Roma, la Universidad de Viena, la Universidad de París y en España la Universidad de Salamanca y la Universidad Complutense de Madrid.
Enseñó durante 10 años en l´École pratique des hautes études y con anterioridad en varios centros superiores universitarios: Chateaudân (Francia); El Escorial y Las Palmas de Gran Canaria (España), así como en la Universidad Pontificia de Salamanca y en la Universidad de Zaragoza. Cunchillos dedicó su vida científica al esclarecimiento de problemas filológicos del mundo semítico (hebreo, ugarítico, fenicio), conectando con las disciplinas vecinas de la filología, como arqueología e historia.
En los últimos años su actividad se dirigió a la informatización de los conocimientos adquiridos en las etapas anteriores. En este campo ha sido pionero en una perspectiva internacional.
Jesús Luis Cunchillos fue el epigrafista de inscripciones fenicias y púnicas aparecidas en el yacimiento arqueológico de Doña Blanca (Puerto de Santa María-Cádiz); dirigió como investigador principal dos proyectos: la creación de un Banco de datos semíticos Noroccidentales (ugarítico) de tres años de duración con trece especialistas y el Banco de Datos Semíticos Noroccidentales: ugarítico, fenicio y púnico de categoría C y cinco años de duración con 18 especialistas.
Coordinó el proyecto automatización del proceso de interpretación de textos. compuesto de cuatro subproyectos, tres de ellos de ciencias. En él consiguió reunir en un plan coordinado a tres grupos de ingenieros investigadores, especialistas en tecnologías informáticas diferentes, además de a filólogos, epigrafistas, arqueólogos, etc. José Luis Cunchillos legó su biblioteca personal al Instituto de Estudios Islámicos y del Oriente Próximo.
El ayuntamiento de su pueblo natal, Novallas, lo nombró hijo predilecto el 14 de septiembre de 1996.